# Bisanthe lagrecai
Bisanthe lagrecai är en bönsyrseart som beskrevs av Johann Heinrich Kaltenbach 1996. Bisanthe lagrecai ingår i släktet Bisanthe och familjen Mantidae. Inga underarter finns listade i Catalogue of Life.